# Estadio José Encarnación Romero
El Estadio Olímpico José Encarnación «Pachencho» Romero es un recinto deportivo ubicado en la ciudad de Maracaibo, capital del estado Zulia, Venezuela. Fue inaugurado el 17 de agosto de 1968, es propiedad de la Fundación para la Administración y Mantenimiento de las Instalaciones Deportivas, Recreativas y Culturales del Municipio Maracaibo (FUNDAIDEM) y su aforo es de 40 000 espectadores. "El Pachencho" es un patrimonio que posee una longitud de cinco hectáreas, lo cual equivale a 50 mil metros cuadrados. En él se encuentran la pista de atletismo de ocho carriles, el área para jugar fútbol y antiguamente el velódromo. La edificación es considerada como patrimonio nacional y cultural del estado Zulia bajo el código IFA 063045.

## Historia
Construido en los terrenos de la Universidad del Zulia y donde yacía el antiguo Aeropuerto Grano de Oro, esta instalación pertenece al complejo polideportivo que fue inaugurado por el presidente Raúl Leoni, el 17 de agosto de 1968 y fue construido para los Juegos Deportivos Nacionales de ese mismo año.
Para el momento de su inauguración, en agosto de 1968, todo el complejo polideportivo se llamó Estadios Deportivos. Pero con el pasar de los años a cada recinto se le asignó un nombre representativo de una figura del deporte local, tal como al estadio de béisbol que se llamó Luis Aparicio y al de baloncesto se le colocó el de Belisario Aponte. Así, el 12 de diciembre de 1974 se denominaron las instalaciones de fútbol, que también alberga los deportes de ciclismo y atletismo, José Encarnación Romero, en honor al destacado deportista zuliano.

### Remodelaciones
La instalación ha experimentado una serie de cambios en su infraestructura, con el objetivo firme de elevar su categoría. El ser la sede de la final de la Copa América 2007, se eliminó la pista de ciclismo de esta manera elevo su capacidad en 5 mil puestos, es decir, pasó de 35 mil a 40 mil, con una inversión de 30 mil millones de bolívares.

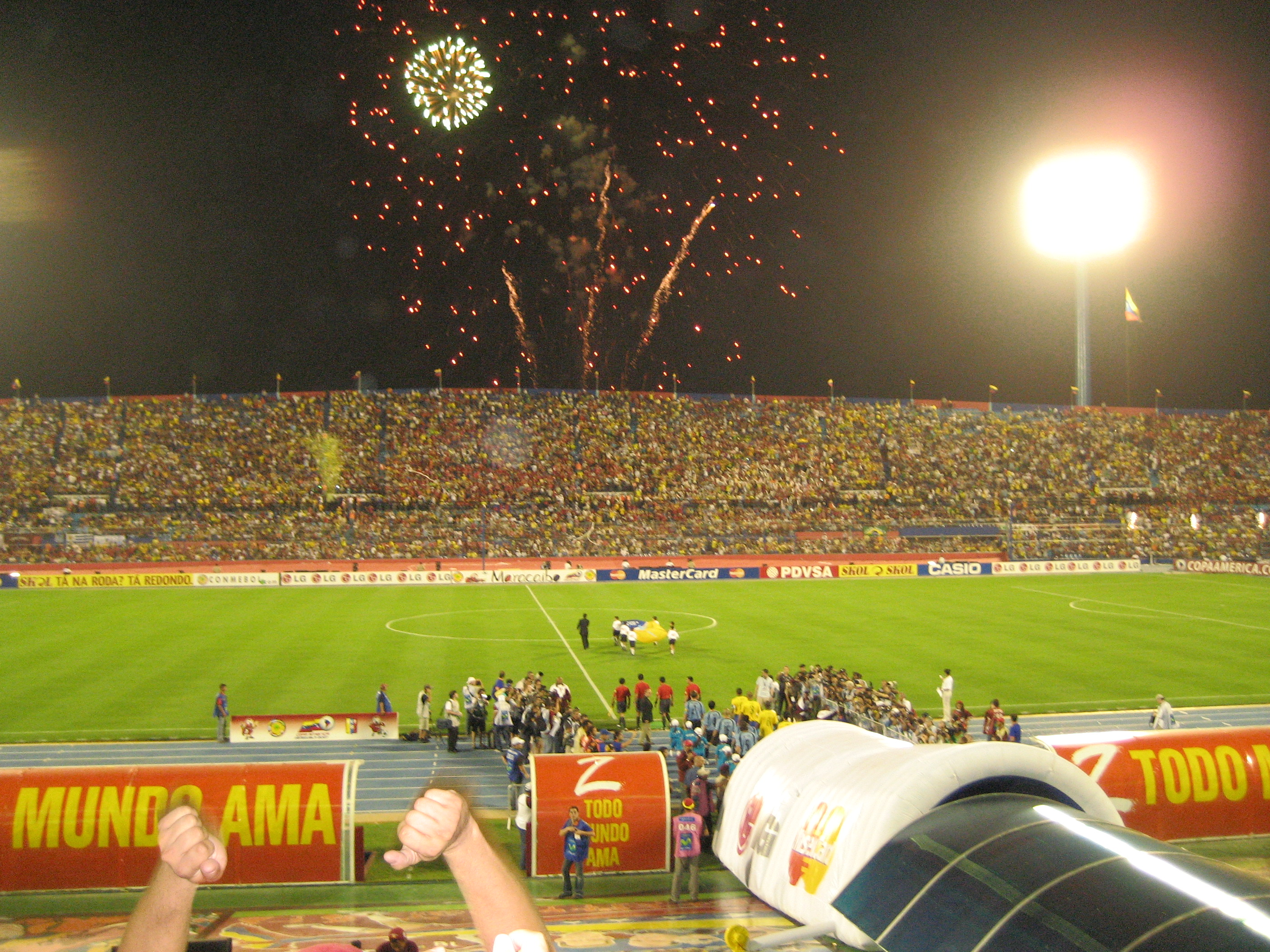
El estadio durante la Copa América 2007.

Previo a la Copa América 2007, en el estadio se realizaron trabajos de remodelación para albergar a un total de 40.800 espectadores con la colocación de dos nuevas tribunas en el gran espacio detrás de los arcos y la eliminación de la pista de ciclismo. Con el objetivo de obtener el derecho de organizar la final, el comité local decidió aumentar el aforo, ubicando una tribuna en el velódromo que desapareció y fue sustituido por una zona vip con capacidad para 8 mil personas Estas remodelaciones se realizaron con motivo de la Copa América 2007, en el cual el estadio se utilizó como una de las 9 sedes oficiales y como la sede que albergó la final.
En enero de 2022, el estadio comenzó a ser recuperado bajo la supervisión del Deportivo Rayo Zuliano, en concordancia gubernamental. La fachada de entrada fue remodelada por completo, añadiendo el escudo del Rayo Zuliano, las tribunas fueron repintadas, la iluminación pasó a tener buenas condiciones y se instaló la grama usada en los estadios de la Copa Mundial de Fútbol de 2022. El remodelado «Pachencho» fue reinaugurado el 24 de febrero de 2023 con un partido entre el Deportivo Rayo Zuliano y Mineros de Guayana por la fecha 4 de la temporada 2023 de la Primera División de Venezuela. Se prevé que la pista de atletismo y la tribuna popular media sean renovadas para abril de 2023.

## Instalaciones
El estadio cuenta con 6 canchas alternas. Las 4 torres de luz del estadio fueron remodeladas con un sistema eléctrico de los mejores para evitar apagones inesperados, una acometida eléctrica de alto nivel.
Los medios cuentan con 320 puestos, de los cuales 120 serán exclusivos para fotógrafos. Para la radio y la televisión se habilitarán 22 cubículos y 2 de monitoreo junto con 17 exclusivas para radio. A esto se suman 50 cubículos con internet inalámbrico y puntos de conexión, pantallas de proyección, área de refrigerios, acreditaciones y reuniones.
La grama del estadio está acondicionada para resistir los embates del fuerte sol y su calidad es de primera, además las butacas de los banquillos recuerdan un diseño parecido al de los aviones, ofreciendo así confort y seguridad.
La antigua pantalla electrónica fue reemplazada por una de gran calidad y resolución digital. La parte del velódromo que componía el estadio fue reconvertida en nuevas tribunas.

## Conciertos
| Año  | Artista        | Tour                                           | Fecha de Gira           |
| ---- | -------------- | ---------------------------------------------- | ----------------------- |
| 2006 | Shakira        | Tour Fijación Oral                             | 12 de noviembre de 2006 |
| 2008 | Wisin & Yandel | Los Extraterrestres, Otra Dimension World Tour | 1 de noviembre de 2008  |